# Valentin Huot
Pour les personnes ayant le même patronyme, voir Huot.

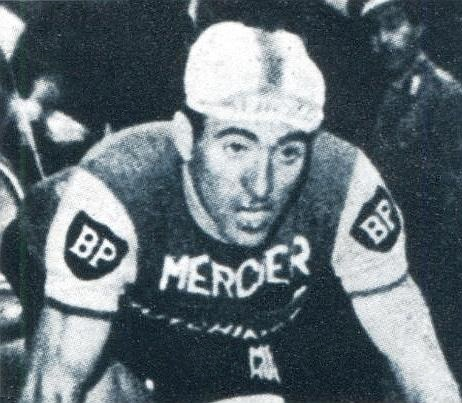
Valentin Huot en 1960.

Valentin Huot est un coureur cycliste français, né le 1er mai 1929 à Creyssensac-et-Pissot (Dordogne) et mort le 21 novembre 2017 à Manzac-sur-Vern dans le même département.
Professionnel de 1953 à 1962, il a été champion de France sur route en 1957 et 1958 et a remporté le Grand Prix du Midi libre en 1960.

## Biographie
Né le 1er mai 1929 à Creyssensac-et-Pissot dans le département de la Dordogne, Valentin Huot fait partie d'une famille de onze enfants.
Il passe professionnel en 1953 au sein de l'équipe Terrot-Hutchinson. En 1954, il remporte Paris-Limoges, puis la Polymultipliée en 1955. Spécialiste des courses d'un jour, il s'adjuge en 1956 le Grand Prix de Plouay et le Circuit de l'Aulne. À deux reprises, en 1957 et 1958, il décroche le titre de champion de France de course sur route. De 1954 à 1961, il participe au Tour de France à six reprises. En 1956, il est troisième du classement de la montagne et en 1959 il est le premier à franchir le col de Peyresourde. En 1960, il gagne une course par étapes : le Grand Prix du Midi libre. Il quitte le sport cycliste début 1964 et se reconvertit dans la fraisiculture à Manzac-sur-Vern.
En 1999, il publie un livre de souvenirs Clous et vélo percés, noblesse des pauvres.
En juillet 2011, il est nommé Chevalier de la Légion d'honneur. Il reçoit le prix de la part de son collègue cycliste Raymond Poulidor.
Il meurt à son domicile de Manzac-sur-Vern le 21 novembre 2017,. Il est inhumé trois jours plus tard à Creyssensac-et-Pissot, sa commune de naissance.

## Palmarès
- 1951
  - Paris-Ézy
- 1953
  - Champion du Limousin du contre-la-montre
  - Trophée Simplex
- 1954
  - Paris-Limoges
  - La Rochelle-Angoulême
  - 2e étape du Tour d'Alsace-Lorraine
  - 2e du Bol d'or des Monédières
- 1955
  - Polymultipliée
  - Tour de Corrèze
- 1956
  - Grand Prix de Plouay
  - Circuit de l'Aulne
  - Course de côte du mont Faron
  - Monaco-Mont Agel
  - 2e de la Polymultipliée
  - 3e du Grand Prix du Pneumatique
- 1957
  -  Champion de France sur route
  - Course de côte du mont Faron (contre-la-montre)
  - Grand Prix de la Trinité
  - 2e de la course de côte du mont Faron
  - 3e du Grand Prix du Midi libre
  - 3e du Tour de l'Ariège
  - 3e du Circuit de l'Aulne
- 1958
  -  Champion de France sur route
  - 6e du championnat du monde sur route
- 1959
  - 3e de la course de côte du mont Faron (contre-la-montre)
  - 8e du Critérium du Dauphiné libéré
- 1960
  - Grand Prix du Midi libre :
    - Classement général
    - 1re étape

  - Bol d'or des Monédières
  - 2e du Grand Prix d'Espéraza
  - 2e de la Subida a Arrate
  - 2e de Monaco-Mont Agel
  - 3e du Tour du Sud-Est
  - 3e de la course de côte du mont Faron (contre-la-montre)

## Résultats sur le Tour de France
6 participations
- 1954 : abandon (13e étape)
- 1955 : abandon (2e étape)
- 1956 : 61e
- 1957 : abandon (12e étape)
- 1959 : 48e
- 1961 : 39e